# پلاناداس
پلاناداس (به اسپانیایی: Planadas) یک سکونتگاه مسکونی در کلمبیا است که در بخش تولیما واقع شده‌است.